# Claviphantes
Claviphantes Tanasevič & Saaristo, 2006 è un genere di ragni appartenente alla famiglia Linyphiidae.

## Distribuzione
Le due specie oggi note di questo genere sono state rinvenute in Nepal: presso Chitre e Grandrung nel distretto di Parbat la C. bifurcatus e nei dintorni di Dhumpus nel distretto di Kaski la C. bifurcatoides.

## Tassonomia
Dal 2006 non sono stati esaminati esemplari di questo genere.
A dicembre 2012, si compone di due specie:
- Claviphantes bifurcatoides (Tanasevič, 1987) — Nepal
- Claviphantes bifurcatus (Tanasevitch, 1987)[4] — Nepal